# François Moubandje
François Moubandje (Douala, 21 giugno 1990) è un ex calciatore camerunese naturalizzato svizzero, di ruolo difensore.

## Biografia
Nato in Camerun, a Douala, si trasferisce con la famiglia a Ginevra all'età di 8 anni, crescendo così nel quartiere ginevrino di Vieusseux.

## Carriera

### Club
Joao Alves, allora allenatore del Servette, lo nota durante una partita del Meyrin e lo fa firmare per la più antica squadra di calcio ginevrina. Archiviato il 28 maggio 2014 in Internet Archive. Fa il suo esordio nella massima serie elvetica con la maglia del Servette durante la partita del 23 luglio 2011 contro lo Zurigo, entrando al 36' in sostituzione di Christian Schlauri (vittoria esterna per 3-2). Segna la sua prima rete in Super League svizzera il 26 ottobre 2011 al Letzigrund contro il Grasshopper, partita poi vinta per 4-1. Rimane ferito durante il mese di settembre del 2012 per un'infiammazione al tendine rotuleo e non può giocare per ben quattro mesi fino alla partita del 3 marzo 2013 contro il Basilea allo Stade de Genève.

### Nazionale
Gioca la sua prima partita con la nazionale Under-21 a Lugano il 10 novembre 2011 in occasione della partita valida per le qualificazioni all'Europeo 2013 contro la Georgia Under-21 sostituendo Fabio Daprelà nel secondo tempo.
Viene convocato per gli Europei 2016 in Francia.

## Statistiche

### Presenze e reti nei club
Statistiche aggiornate al 21 settembre 2019.
| Stagione        | Squadra         | Campionato      | Campionato | Campionato | Coppe nazionali | Coppe nazionali | Coppe nazionali | Coppe continentali | Coppe continentali | Coppe continentali | Altre coppe | Altre coppe | Altre coppe | Totale | Totale |
| Stagione        | Squadra         | Comp            | Pres       | Reti       | Comp            | Pres            | Reti            | Comp               | Pres               | Reti               | Comp        | Pres        | Reti        | Pres   | Reti   |
| --------------- | --------------- | --------------- | ---------- | ---------- | --------------- | --------------- | --------------- | ------------------ | ------------------ | ------------------ | ----------- | ----------- | ----------- | ------ | ------ |
| 2007-2008       | Meyrin          | 1L              | 3          | 1          | CS              | -               | -               | -                  | -                  | -                  | -           | -           | -           | 3      | 1      |
| 2008-2009       | Meyrin          | 1L              | 11         | 0          | CS              | -               | -               | -                  | -                  | -                  | -           | -           | -           | 11     | 0      |
| 2009-gen. 2010  | Meyrin          | 1L              | 12         | 0          | CS              | 1               | 0               | -                  | -                  | -                  | -           | -           | -           | 13     | 0      |
| Totale Meyrin   | Totale Meyrin   | Totale Meyrin   | 26         | 1          |                 | 1               | 0               |                    | -                  | -                  |             | -           | -           | 27     | 1      |
| gen.-giu. 2010  | Servette        | CL              | 5          | 0          | CS              | -               | -               | -                  | -                  | -                  | -           | -           | -           | 5      | 0      |
| 2010-2011       | Servette        | CL              | 16+1       | 0          | CS              | -               | -               | -                  | -                  | -                  | -           | -           | -           | 17     | 0      |
| 2011-2012       | Servette        | SL              | 26         | 1          | CS              | 3               | 0               | -                  | -                  | -                  | -           | -           | -           | 29     | 1      |
| 2012-2013       | Servette        | SL              | 19         | 0          | CS              | -               | -               | UEL                | 4                  | 0                  | -           | -           | -           | 23     | 0      |
| ago. 2013       | Servette        | CL              | 6          | 1          | CS              | 1               | 0               | -                  | -                  | -                  | -           | -           | -           | 6      | 1      |
| Totale Servette | Totale Servette | Totale Servette | 72+1       | 2          |                 | 4               | 0               |                    | 4                  | 0                  |             | -           | -           | 81     | 2      |
| 2013-2014       | Toulouse        | L1              | 3          | 0          | CF+CdL          | 0               | 0               | -                  | -                  | -                  | -           | -           | -           | 3      | 0      |
| 2014-2015       | Toulouse        | L1              | 31         | 0          | CF+CdL          | 1+1             | 0               | -                  | -                  | -                  | -           | -           | -           | 33     | 0      |
| 2015-2016       | Toulouse        | L1              | 23         | 0          | CF+CdL          | 2+3             | 1+0             | -                  | -                  | -                  | -           | -           | -           | 28     | 1      |
| 2016-2017       | Toulouse        | L1              | 34         | 0          | CF+CdL          | 1+1             | 0               | -                  | -                  | -                  | -           | -           | -           | 36     | 0      |
| 2017-2018       | Toulouse        | L1              | 21+2       | 0          | CF+CdL          | 1+1             | 0+1             | -                  | -                  | -                  | -           | -           | -           | 25     | 1      |
| 2018-2019       | Toulouse        | L1              | 22         | 0          | CF+CdL          | -               | -               | -                  | -                  | -                  | -           | -           | -           | 22     | 0      |
| Totale Toulouse | Totale Toulouse | Totale Toulouse | 134+1      | 0          |                 | 11              | 2               |                    | -                  | -                  |             | -           | -           | 146    | 2      |
| 2019-2020       | Dinamo Zagabria | 1.NHL           | 4          | 0          | CC              | 0               | 0               | UCL                | 0                  | 0                  | SC          | -           | -           | 4      | 0      |
| Totale carriera | Totale carriera | Totale carriera | 238        | 3          |                 | 16              | 2               |                    | 4                  | 0                  |             | -           | -           | 258    | 5      |

### Cronologia presenze e reti in nazionale
| Cronologia completa delle presenze e delle reti in nazionale ― Svizzera | Cronologia completa delle presenze e delle reti in nazionale ― Svizzera | Cronologia completa delle presenze e delle reti in nazionale ― Svizzera | Cronologia completa delle presenze e delle reti in nazionale ― Svizzera | Cronologia completa delle presenze e delle reti in nazionale ― Svizzera | Cronologia completa delle presenze e delle reti in nazionale ― Svizzera | Cronologia completa delle presenze e delle reti in nazionale ― Svizzera | Cronologia completa delle presenze e delle reti in nazionale ― Svizzera |
| Data                                                                    | Città                                                                   | In casa                                                                 | Risultato                                                               | Ospiti                                                                  | Competizione                                                            | Reti                                                                    | Note                                                                    |
| ----------------------------------------------------------------------- | ----------------------------------------------------------------------- | ----------------------------------------------------------------------- | ----------------------------------------------------------------------- | ----------------------------------------------------------------------- | ----------------------------------------------------------------------- | ----------------------------------------------------------------------- | ----------------------------------------------------------------------- |
| 15-11-2014                                                              | Basilea                                                                 | Svizzera                                                                | 4 – 0                                                                   | Lituania                                                                | Qual. Euro 2016                                                         | -                                                                       | 24’ 75’                                                                 |
| 18-11-2014                                                              | Breslavia                                                               | Polonia                                                                 | 2 – 2                                                                   | Svizzera                                                                | Amichevole                                                              | -                                                                       |                                                                         |
| 31-3-2015                                                               | Zurigo                                                                  | Svizzera                                                                | 1 – 1                                                                   | Stati Uniti                                                             | Amichevole                                                              | -                                                                       |                                                                         |
| 10-6-2015                                                               | Thun                                                                    | Svizzera                                                                | 3 – 0                                                                   | Liechtenstein                                                           | Amichevole                                                              | -                                                                       | 46’                                                                     |
| 14-10-2014                                                              | Serravalle                                                              | San Marino                                                              | 0 – 4                                                                   | Svizzera                                                                | Qual. Euro 2016                                                         | -                                                                       | 72’                                                                     |
| 12-10-2015                                                              | Tallinn                                                                 | Estonia                                                                 | 0 – 1                                                                   | Svizzera                                                                | Qual. Euro 2016                                                         | -                                                                       | 80’                                                                     |
| 13-11-2015                                                              | Trnava                                                                  | Slovacchia                                                              | 3 – 2                                                                   | Svizzera                                                                | Amichevole                                                              | -                                                                       | 58’                                                                     |
| 17-11-2015                                                              | Vienna                                                                  | Austria                                                                 | 1 – 2                                                                   | Svizzera                                                                | Amichevole                                                              | -                                                                       |                                                                         |
| 25-3-2016                                                               | Dublino                                                                 | Irlanda                                                                 | 1 – 0                                                                   | Svizzera                                                                | Amichevole                                                              | -                                                                       | 78’                                                                     |
| 29-3-2016                                                               | Zurigo                                                                  | Svizzera                                                                | 0 – 2                                                                   | Bosnia ed Erzegovina                                                    | Amichevole                                                              | -                                                                       | 65’                                                                     |
| 3-6-2016                                                                | Lugano                                                                  | Svizzera                                                                | 2 – 1                                                                   | Moldavia                                                                | Amichevole                                                              | -                                                                       | 63’                                                                     |
| 25-3-2017                                                               | Carouge                                                                 | Svizzera                                                                | 1 – 0                                                                   | Lettonia                                                                | Qual. Mondiali 2018                                                     | -                                                                       |                                                                         |
| 1-6-2017                                                                | Neuchâtel                                                               | Svizzera                                                                | 1 – 0                                                                   | Bielorussia                                                             | Amichevole                                                              | -                                                                       |                                                                         |
| 9-6-2017                                                                | Tórshavn                                                                | Fær Øer                                                                 | 0 – 2                                                                   | Svizzera                                                                | Qual. Mondiali 2018                                                     | -                                                                       |                                                                         |
| 7-10-2017                                                               | Basilea                                                                 | Svizzera                                                                | 5 – 2                                                                   | Ungheria                                                                | Qual. Mondiali 2018                                                     | -                                                                       |                                                                         |
| 27-3-2018                                                               | Basilea                                                                 | Svizzera                                                                | 6 – 0                                                                   | Panama                                                                  | Amichevole                                                              | -                                                                       |                                                                         |
| 3-6-2018                                                                | Vila-real                                                               | Spagna                                                                  | 1 – 1                                                                   | Svizzera                                                                | Amichevole                                                              | -                                                                       | 78’                                                                     |
| 8-6-2018                                                                | Lugano                                                                  | Svizzera                                                                | 2 – 0                                                                   | Giappone                                                                | Amichevole                                                              | -                                                                       | 73’                                                                     |
| 11-9-2018                                                               | Leicester                                                               | Inghilterra                                                             | 1 – 0                                                                   | Svizzera                                                                | Amichevole                                                              | -                                                                       | 46’                                                                     |
| 15-10-2018                                                              | Reykjavík                                                               | Islanda                                                                 | 1 – 2                                                                   | Svizzera                                                                | UEFA Nations League 2018-2019 - 1º turno                                | -                                                                       |                                                                         |
| 14-11-2018                                                              | Lugano                                                                  | Svizzera                                                                | 0 – 1                                                                   | Qatar                                                                   | Amichevole                                                              | -                                                                       | 46’                                                                     |
| Totale                                                                  |                                                                         | Presenze                                                                | 21                                                                      |                                                                         | Reti                                                                    | 0                                                                       |                                                                         |

## Palmarès

### Club

#### Competizioni nazionali
- Challenge League: 1

Sion: 2023-2024